# 艾德·迪拉杭提
愛德華·詹姆斯·迪拉杭提（英語：Edward James Delahanty，1867年10月30日—1903年7月2日），綽號「大艾德」和「蚱蜢」，為美國職棒大聯盟的外野手。生涯曾效力過貴格會(今費城人隊)、克里夫蘭孤兒、費城人與參議員(今雙城隊)等球隊。迪拉杭提是大聯盟早期的強打者，而且打擊王、全壘打王、打點王和盜壘王等頭銜他都有拿過。生涯打擊率3成46在大聯盟歷史上排名第五高。1903年7月，他因為某次喝醉酒，結果意外從尼加拉瀑布摔落身亡，得年僅35歲。1945年，大聯盟將他入選名人堂。
迪拉杭提的四個弟弟Tom、Joe、Jim和Frank都是大聯盟選手。

## 職業生涯

### 生涯早期
1888年，貴格會隊的投手兼二壘手Charlie Ferguson，因為感染傷寒意外驟逝，得年僅25歲。因此球隊趕緊招募新人，便看上了迪拉杭提。他在5月22日完成大聯盟初登板，這年他的打擊率為2成28，並敲出1轟與31分打點。
1890年，他跳槽到了球員聯盟打球。不過該聯盟僅維持一年便宣告解散，因此迪拉杭提再度回到老東家費城人隊。1892年，他的打擊率為3成06，並敲出6轟與91分打點。他在這年某場比賽對決紅雀時，對方內野手認為迪拉杭提要做觸擊而趨前守備，結果沒想到迪拉杭提沒有短打反而選擇強力擊球，最後球打中了防守者的腳踝。

### 生涯中期
1893年，迪拉杭提繳出3成68打擊率，外帶19轟與146分打點的成績，差點就拿下打擊三冠王。雖然迪拉杭提的數據非常出色，但球隊從來沒有拿下聯盟冠軍。1894年，迪拉杭提的打擊率高達4成07，但是在打擊率排行榜上還只能排第二，僅次於Hugh Duffy的4成40。1894年，費城人締造了一項不可思議的紀錄。當時球隊的3位先發外野手，單季打擊率全都超過4成，甚至連擔任候補的Tuck Turner，打擊率都有4成16。迪拉杭提一直到1899年才成功拿下生涯首座打擊王，當時他的打擊率為4成10，並敲出9轟與137分打點。棒球數據專家Bill James甚至說到當時費城人隊的外野陣容是19世紀最出色的外野組合。
1896年7月13日，迪拉杭提在比賽中敲出4支全壘打。他是大聯盟第二位達成此舉的選手，不過球隊最終以8比9輸球。1899年，迪拉杭提達成單場敲出4支二壘安打。成為大聯盟唯一一位單場敲出4轟與單場敲出4支二壘安打的球員。

### 生涯後期
1902年，迪拉杭提跳槽到了美國聯盟，並加入了華盛頓參議員。他在這年繳出3成76的打擊率。隔年他的打擊率為3成33，並敲出1轟與21分打點。

## 去世
1903年7月初，迪拉杭提被發現意外在尼加拉瀑布去世。據說他在火車上喝了5瓶威士忌，因此被乘客趕下車。迪拉杭提下車後橫跨連接水牛城和伊利堡的國際鐵路橋，並不慎從橋上摔落(有目擊者聲稱迪拉杭提在意外發生當晚還在橋上大吼大叫)。他的遺體一直到了意外發生後兩週才在瀑布底下被找到，但已經無法分清他是因摔落去世還是溺斃。

## 紀念

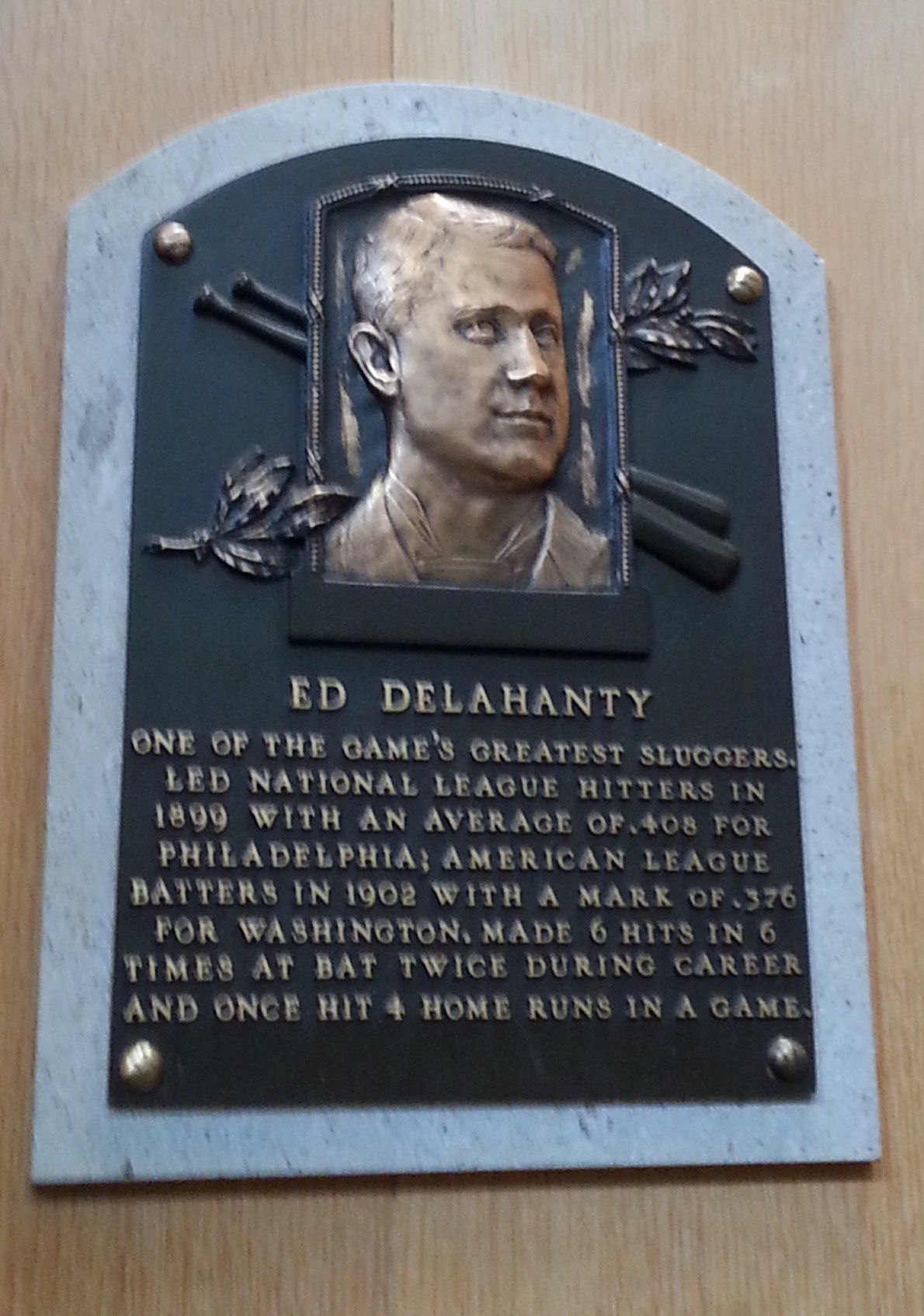
迪拉杭提的名人堂匾額

迪拉杭提的生涯打擊率為3成46，大聯盟歷史上僅次於泰·柯布、羅傑·霍斯比、喬·傑克森和雷夫提·歐杜爾。他在1945年入選名人堂。
2008年，美國歌唱團體The Baseball Project曾發表一首名為《The Death of Big Ed Delahanty》的歌來紀念迪拉杭提。

## 生涯成績
| 出賽次數 | 打席  | 打數  | 得分  | 安打  | 二安 | 三安 | 全壘打 | 打點  | 盜壘 | 保送 | 三振 | 打擊率 | 上壘率 | 長打率 | 整體攻擊指數 |
| -------- | ----- | ----- | ----- | ----- | ---- | ---- | ------ | ----- | ---- | ---- | ---- | ------ | ------ | ------ | ------------ |
| 1,837    | 8,400 | 7,511 | 1,600 | 2,577 | 522  | 186  | 101    | 1,466 | 455  | 741  | 439  | .346   | .411   | .505   | .917         |

## 參看
- 美國職棒大聯盟打點排行榜
- 美國職棒大聯盟打擊王
- 美國職棒大聯盟全壘打王
- 美國職棒大聯盟打點王
- 美國職棒大聯盟盜壘王

## 外部連結
- 球員資訊和成績在MLB，ESPN，Baseball-Reference，Fangraphs（英文）
- 艾德·迪拉杭提在台灣棒球維基館上的頁面（繁體中文）

| 成就               | 成就                                         | 成就                 |
| ------------------ | -------------------------------------------- | -------------------- |
| 前任： Tip O'Neill | 大聯盟單季二壘安打數紀錄保持人 1899年–1922年 | 繼任： 特里斯·史畢克 |
| 前任： Bobby Lowe  | 單場擊出四支全壘打的選手 1896年7月13日       | 繼任： 盧·賈里格     |